# Heino Kruus
Heino Kruus, né le 30 septembre 1926, à Tallinn, en Estonie, et mort le 24 juin 2012, est un joueur soviétique de basket-ball. 

## Palmarès
- Finaliste des Jeux olympiques 1952
- Champion d'Europe 1951
- Champion d'Europe 1953